# 変形性脊椎症
変形性脊椎症（へんけいせいせきついしょう）とは、脊椎の椎体と椎体の間でクッションの役割を果たしている椎間板が変形し、椎体の縁に骨の突出（骨棘）ができ、神経や脊髄が圧迫されて痛みなどが起こる病気の事である。この病気は主に頸椎と腰椎に起こり、前者を変形性頸椎症、後者を変形性腰椎症と称する。

## 症状
変形性頸椎症の場合は腕や肩に症状が見られ、変形性腰椎症の場合は腰や下肢に症状が見られることが多い。最もよく見られる症状は痛みや痺れであるが、筋力の低下や感覚障害、文字を書くなどの手先の細かい作業がうまくできなくなるといった症状が起こる事もある。背中に軽い疼痛や強張りを感じる事もある。

## 診断
X線単純撮影で脊椎の変形がわかるが、CTやMRIを使えばさらに正確な診断が可能になる。

## 治療
変形性頸椎症の場合は頸椎カラーで、変形性腰椎症の場合は腰部コルセットで患部を動かさないように保護する。温熱療法などの理学療法も行なわれる。消炎鎮痛剤や筋弛緩剤、ビタミンB12剤などの薬が用いられる事もある。
ただし以上の治療を続けても症状が進行する場合には、手術が検討される事もある。